# Ben Nanasca
Ben Nanasca (* 29. Dezember 1954) ist ein ehemaliger philippinischer Skirennläufer.

## Biografie
Nanasca wurde gemeinsam mit seinem Cousin Juan Cipriano von einem neuseeländischen Ehepaar im Jahr 1968 adoptiert. Die Familie zog später nach Andorra, wo beide das Skifahren erlernten. Später lebten sie in Spanien, Frankreich und der Schweiz.
Die beiden wurden vom Schweizer Skiverband entdeckt und gefördert und nahmen schließlich als erste Philippiner an den Olympischen Winterspielen 1972 teil. Bei den Wettkämpfen in Sapporo, die zugleich auch als Weltmeisterschaften gewertet wurden, erreichte Nanasca den 42. Platz im Riesenslalom, im Slalom schied er aus.
Nach den Spielen kehrte Nanasca kurzzeitig auf die Philippinen zurück, bevor er nach Neuseeland immigrierte. Dort war er noch kurzzeitig Mitglied der neuseeländischen Nationalmannschaft, bevor er schließlich seine Karriere beendete.

## Erfolge

### Olympische Winterspiele
- Sapporo 1972: 42. Riesenslalom, DNF Slalom

### Weltmeisterschaften
- Sapporo 1972: 42. Riesenslalom, DNF Slalom